# Березень 2006
Березень 2006 — третій місяць 2006 року, що розпочався у середу 1 березня та закінчився у п'ятницю 31 березня.

## Події
- 2 березня — Індія та США підписали Угоду про співробітництво в галузі використання ядерної енергії. Індія стала членом ядерного клубу та отримала доступ до іноземних ядерних технологій.
- 19 березня — відбулися треті за рахунком вибори президента Білорусі. Перемогу здобув Олександр Лукашенко, чинний президент. У Білорусі почалися акції протесту проти результатів виборів.
- 26 березня — в Україні пройшли вибори до Верховної Ради, обласні і місцеві ради, а також вибори мерів міст.
- 27 березня — 15-та церемонія нагородження премії «Київська пектораль».